# Comuna Novoselivka, Șîroke
Novoselivka (în ucraineană Новоселівка) este o comună în raionul Șîroke, regiunea Dnipropetrovsk, Ucraina, formată din satele Inhuleț și Novoselivka (reședința).

## Demografie
Componența lingvistică a satului Novoselivka
     Ucraineană (92,49%)
     Rusă (6,26%)
     Alte limbi (0,48%)
Conform recensământului din 2001, majoritatea populației satului Novoselivka era vorbitoare de ucraineană (92,49%), existând în minoritate și vorbitori de rusă (6,26%).